# Catocala selecta
Catocala selecta är en fjärilsart som beskrevs av Walker 1857. Catocala selecta ingår i släktet Catocala och familjen nattflyn. Inga underarter finns listade i Catalogue of Life.

## Bildgalleri

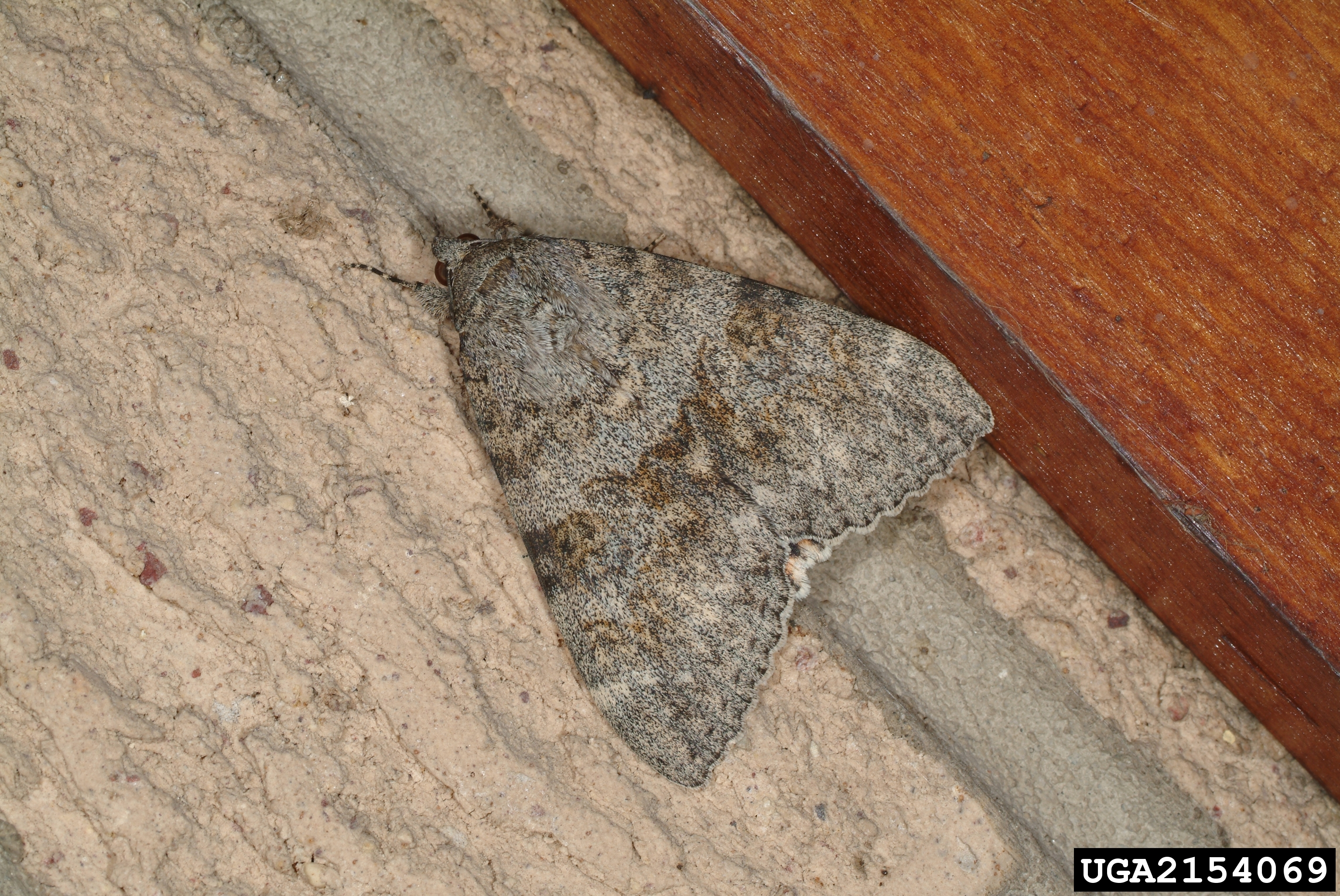
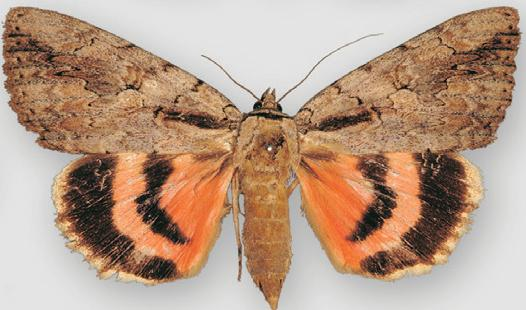
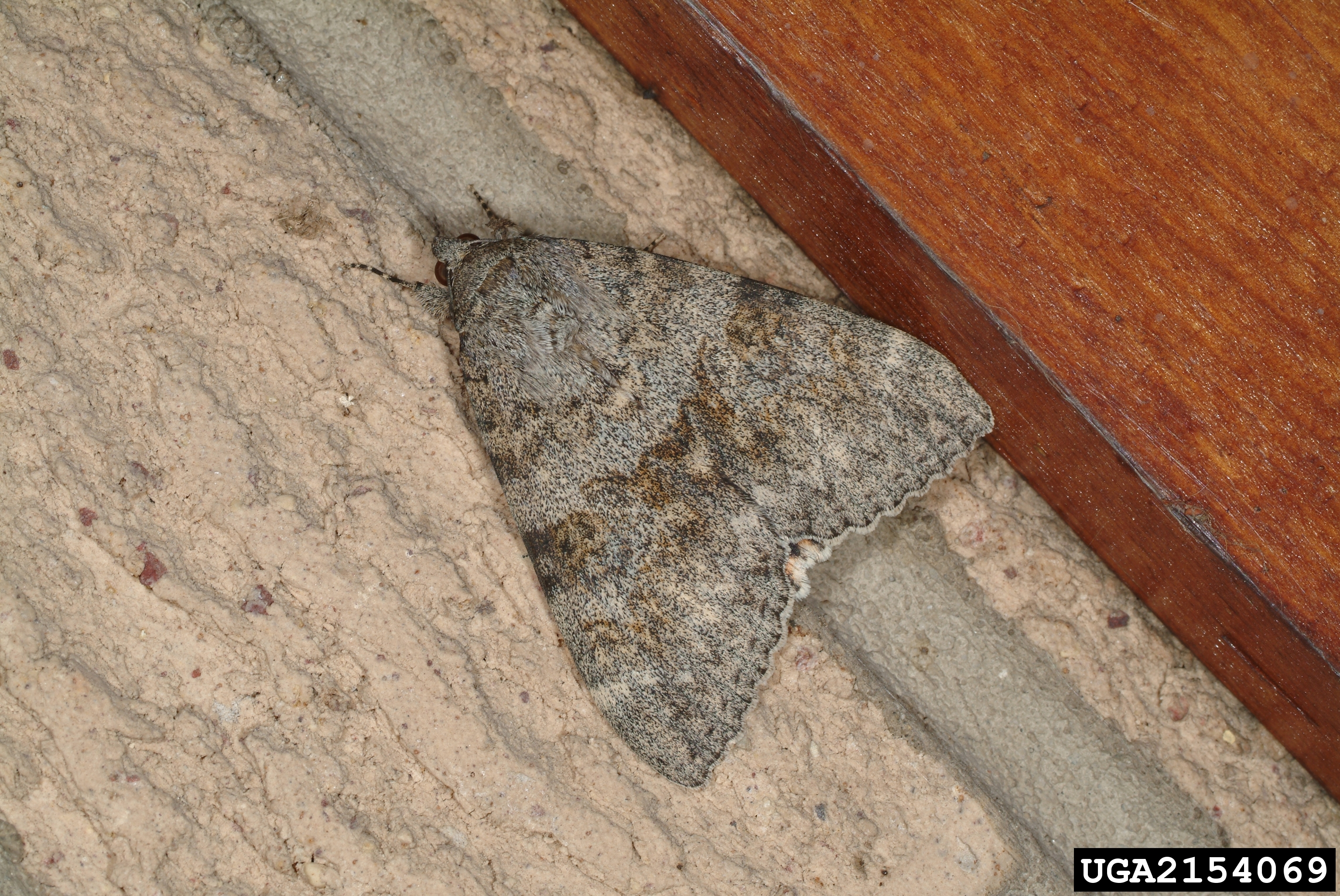
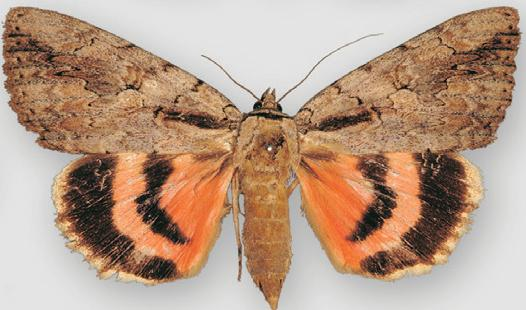